# Hydropsyche resmineda
Hydropsyche resmineda là một loài Trichoptera trong họ Hydropsychidae. Chúng phân bố ở miền Cổ bắc.